# Dzwon Szedybora Wolimuntowicza

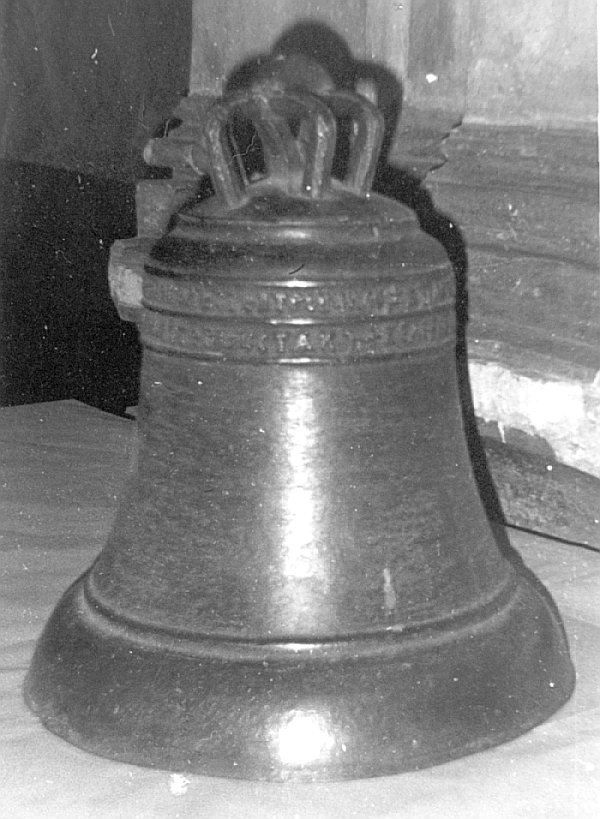
Dzwon ufundowany przez Szedybora Wolimuntowicza

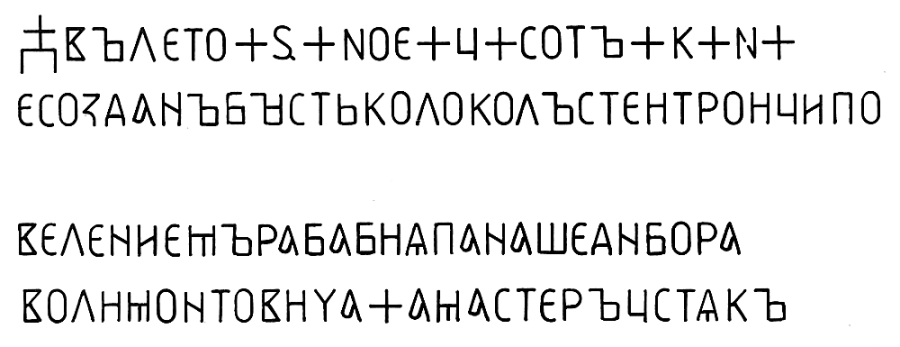
Napis na dzwonie

Dzwon ufundowany w roku 1420 przez Macieja Szedybora Wolimuntowicza

## Historia dzwonu
Szedybor Wolimuntowicz w roku 1420 ufundował dzwon do istniejącego od 1387 roku kościoła w Wiłkomierzu. W drugiej połowie XV wieku Szedybor zmarł bezpotomnie. Jednakże jeden z jego braci, Kieżgajło, stał się protoplastą rodu, który przeżył krótki stosunkowo okres potęgi i bogactwa. W tym czasie fundatorzy i patroni kościołów czuli się ich właścicielami i mogli, w pewnym uznanym zwyczajowo zakresie, dysponować ich mieniem. Dobra Kieżgajłów upadały. Pod  
pretekstem uratowania dzwonu przed zniszczeniem w zrujnowanym kościele Stanisław Kieżgajło przejął dzwon. 
Drogą licznych koligacji rodzinnych w posiadanie dzwonu wszedł Andrzej Korycki, który w roku 1596 ufundował kościół w Niewodnicy koło Białegostoku i podarował dzwon nowemu kościołowi.
W przykościelnej dzwonnicy wisiał ten dzwon do roku 1867, kiedy z polecenia wyższych władz przekazany był do muzeum w Wilnie. Dziś znajduje się on w Muzeum Narodowym Litwy w Wilnie pod numerem inwentarzowym IM4636.
Charakterystyka dzwonu
- średnica 405 mm
- wysokość 420 mm
- masa 50 kg

Obecny stan zachowania dzwonu:
- brak serca i jarzma
- odłamana jedna z części korony
- na wewnętrznej powierzchni, w miejscach gdzie o korpus dzwonu uderza serce, są dosyć głębokie, wyraźnie widoczne, ślady zużycia świadczące o bardzo długim użytkowaniu dzwonu
- nie ma pęknięć i dużych wgnieceń

Na korpusie znajduje się dobrze czytelny napis w języku starosłowiańskim: "W leto 6000 9 sot 28 sozdan byst kołakoł swiatoj Trojcy powieleniem raba bożia pana Szedibora  Wolimuntowicza a master Ustiak". Rok 6928 ery bizantyjskiej odpowiada rokowi 1420 po Chrystusie. Przed tekstem napisu znajduje się litewski herb Wolimuntowiczów.